# Hydra (állatnem)
A Hydra a csalánozók (Cnidaria) törzsébe hidraállatok (Hydrozoa) osztályába tartozó nem, ami egyszerű, édesvízben élő, sugaras szimmetriájú ragadozó életmódú állatokból áll. Jelenleg családjának az egyetlen neme.

## Előfordulásuk
A Föld számos részén, tavakban, folyókban élnek édesvízi hidrák. Közép-Európában a Hydra-nem öt faja található meg. A tápláléktól függően más-más színűek. A különböző hidrafajok nagy számban fordulnak elő élőhelyeiken.

## Megjelenésük
A Hydra nem fajainak hossza 6-13 milliméter között van. Testük szürkésbarna, fehéres vagy pirosas. Az állatok, veszély esetén össze tudják rántani magukat, és apró gömb alakot vesznek fel. Az állatok üreges henger formájú gasztrális üregét kettős sejtburok veszi körül, a köztes részt kocsonyás, nem sejtekből felépülő réteg alkotja. Az emészthetetlen anyagok a szájnyíláson keresztül távoznak. A szájnyílás egyben tágulékony gyomornyílásként is működik. A szájnyílás körül elhelyezkedő hat tapogató mindegyikén egy-egy csalántok található. Az állat zsákmányszerzésre, önvédelemre valamint helyváltoztatásra használja őket. A talpkorong segítségével növényeken, köveken kapaszkodik meg. A fajok többségénél a testfalban levő speciális sejtek termelik a spermiumot és a petéket.

## Életmódjuk
A hidrák többnyire tárgyakon kapaszkodnak meg, és magányosak. Táplálékuk akár több centiméter hosszúságú ebihalak, vízibolhák, férgek, halivadékok és rovarlárvák.

## Szaporodásuk
A hidrák kétivarú állatok. A Hydra-fajok kétféleképpen szaporodhatnak. Az ivartalan szaporodáskor (bimbózás) az állat törzsének külső falából egy kis polip (bimbó) nő ki, és leválva önálló egyeddé válik. Az ivaros szaporodáskor a peték egy másik egyed spermája által termékenyülnek meg, majd leválnak a gazdaállatról.

## Rendszerezés
A nembe az alábbi 40 faj tartozik:
- Hydra baikalensis Swarczewsky, 1923
- Hydra beijingensis Fan, 2003
- Hydra canadensis Rowan, 1930
- Hydra cauliculata Hyman, 1938
- Hydra circumcincta Schulze, 1914
- Hydra daqingensis Fan, 2000
- Hydra ethiopiae Hickson, 1930
- Hydra hadleyi (Forrest, 1959)
- Hydra harbinensis Fan & Shi, 2003
- Hydra hymanae Hadley & Forrest, 1949
- Hydra iheringi Cordero, 1939
- Hydra intaba Ewer, 1948
- Hydra intermedia De Carvalho Wolle, 1978
- Hydra japonica Itô, 1947
- Hydra javanica Schulze, 1927
- Hydra liriosoma Campbell, 1987
- Hydra madagascariensis Campbell, 1999
- Hydra magellanica Schulze, 1927
- Hydra mariana Cox & Young, 1973
- Hydra minima Forrest, 1963
- Hydra mohensis Fan & Shi, 1999
- Hydra oligactis Pallas, 1766
- Hydra oregona Griffin & Peters, 1939
- Hydra oxycnida Schulze, 1914
- Hydra paludicola Itô, 1947
- Hydra paranensis Cernosvitov, 1935
- Hydra parva Itô, 1947
- Hydra plagiodesmica Dioni, 1968
- Hydra polymorpha Chen & Wang, 2008
- Hydra robusta (Itô, 1947)
- Hydra rutgersensis Forrest, 1963
- Hydra salmacidis Lang da Silveira, Souza-Gomes & de Souza e Silva, 1997
- Hydra sinensis Wang, Deng, Lai & Li, 2009
- Hydra thomseni Cordero, 1941
- Hydra umfula Ewer, 1948
- Hydra utahensis Hyman, 1931
- Hydra viridissima Pallas, 1766
- Hydra vulgaris Pallas, 1766
- Hydra zeylandica Burt, 1929
- Hydra zhujiangensis Liu & Wang, 2010

A hat alábbi taxon név meglehet, hogy nem ebbe a nembe tartozik:
- Hydra brunnea Templeton, 1836 (taxon inquirendum)
- Hydra hexactinella von Lendenfeld, 1886 (taxon inquirendum)
- Hydra orientalis Annandale, 1905 (taxon inquirendum)
- Hydra rubra Lewes, 1860 (taxon inquirendum)
- Hydra tenuis Ayres, 1856 (taxon inquirendum)
- Hydra verrucosa Templeton, 1836 (taxon inquirendum)